# Vernon A. Walters Award

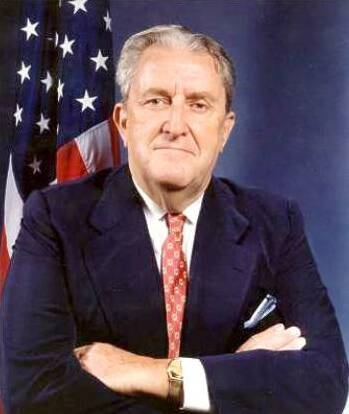
Vernon A. Walters, Preisstifter

Der Vernon A. Walters Award (benannt nach dem US-amerikanischen Diplomaten Vernon A. Walters) wird vom deutsch-amerikanischen Netzwerk Atlantik-Brücke an eine deutsche oder amerikanische Persönlichkeit „in Anerkennung ihrer hervorragenden Verdienste um die deutsch-amerikanischen Beziehungen“ verliehen.

## Bisherige Preisträger
- 1993:  Louis R. Hughes, General Motors
- 1994:  Eberhard von Kuenheim, BMW
- 1995:  Jürgen Dormann, Aventis Hoechst
- 1996:  Jürgen E. Schrempp, Daimler-Benz
- 1997:  Rolf-Ernst Breuer, Deutsche Bank
- 1998:  Thomas Middelhoff, Bertelsmann
- 1999:  Henning Schulte-Noelle, Allianz
- 2000:  Manfred Schneider, Bayer
- 2002:  Bernd Pischetsrieder, Volkswagen
- 2004:  Wolfgang Mayrhuber, Lufthansa
- 2005:  Michael Otto, Otto Group
- 2006:  Dieter Zetsche, DaimlerChrysler AG
- 2007:  Jürgen Großmann, Georgsmarienhütte
- 2008:  Liz Mohn, Bertelsmann AG, Bertelsmann Stiftung

Liz Mohn, letztmalige Preisträgerin und stellvertretende Vorstandsvorsitzende der Bertelsmann Stiftung, erhielt den Vernon A. Walters Award am 13. Juni 2008. Mit der Auszeichnung würdigte die Atlantik-Brücke e. V. ihr Engagement bei der Förderung des transatlantischen Verhältnisses und ihre Verdienste um die deutsch-israelischen Beziehungen.